# Aongstroemia
Aongstroemia là một chi rêu trong họ Dicranaceae.